# Агафонов, Иван Панкратьевич
 Иван Панкратьевич Агафонов  (1803 — 25 февраля 1868) — тайный советник, варшавский военно-окружной медицинский инспектор, генерал-штаб-доктор.

## Биография
Окончив образование в местной семинарии, с 1820 года воспитывался в Императорской медико-хирургической академии, откуда он был выпущен 30 июня 1824 года со степенью лекаря I отделения в Елизаветградский гусарский полк.
Ещё в академии Агафонов исполнял должность ординатора клиники и награждён при выпуске серебряной медалью. В 1827 году сделан штаб-лекарем и старшим лекарем в полку. В 1838 г. назначен лекарем 2-й легкой кавалерийской дивизии.
В 1847-м — штаб-доктором 1-го Резервного кавалерийского корпуса, а в 1848 году — помощником генерал-штаб-доктора армии. Он отличался примерной исполнительностью в турецкую войну 1828—29 г., действуя в качестве хирурга на поле битвы и в лагерях.
В польскую войну 1831 г. Агафонов находился в авангарде и был при взятии Варшавы. Занимая высшие административные посты, Агафонов принимал участие во всех учёно-административных работах по устройству военно-медицинской части в царстве Польском.
Постоянно занимаясь своим предметом, Агафонов обладал обширными и многосторонними знаниями. В 1849 году Медицинским советом царства Польского признан доктором медицины, с 1850 года он состоял в этом совете почетным членом.
В 1855 году Агафонову вверен был пост главного штаб-доктора Средней армии, а с 1857 по 1862 г. он состоял генерал-штаб-доктором Первой армии. В 1862—64 г. Агафонов назначен генерал-штаб-доктором войск в царстве Польском и при образовании там особого военного округа получил ту же должность.
Напечатана одна его диссертация «De hemitritaeo», написанная на степень доктора медицины в Варшаве в 1850 году.